# Helina qilianshanensis
Helina qilianshanensis este o specie de muște din genul Helina, familia Muscidae, descrisă de Wu în anul 1991. Conform Catalogue of Life specia Helina qilianshanensis nu are subspecii cunoscute.